# Rivalità pugilistica Messico-Porto Rico
La rivalità tra pugili portoricani e messicani è considerata una delle più intense nella storia della boxe. Nata nel 1934, questa rivalità ha attirato l'attenzione dei fan di più generazioni. Nel corso degli anni, entrambe le nazioni hanno cresciuto numerosi combattenti rinomati che hanno dato prova delle loro abilità in memorabili incontri di pugilato, tra cui Julio Cesar Chavez, Fenix Trinidad, Ox De La Hoya, Miguel Cotto e Hector Camacho. Si dice che abbia avuto inizio quando Sixto Escobar divenne il primo campione portoricano sconfiggendo il campione messicano Rodolfo "Baby" Casanova. 
Alcuni ritengono che questa rivalità sia la più forte nella storia della boxe . Negli incontri per il titolo mondiale, i pugili portoricani hanno un leggero vantaggio statistico rispetto ai rivali messicani,  con Porto Rico che ha ottenuto 84 vittorie rispetto al Messico con 73 vittorie. Questo record fortemente competitivo sottolinea il profondo significato della rivalità, simboleggiando orgoglio e passione per i fan e i combattenti di entrambe le nazioni.